# Güntzelstraße (métro de Berlin)
Güntzelstraße est une station de la ligne 9 du métro de Berlin, dans le quartier de Wilmersdorf.

## Géographie
La station Güntzelstraße se situe sous la Bundesallee entre les croisements avec Güntzelstraße et Trautenaustraße.

## Histoire
La station ouvre le 29 janvier 1971 dans le cadre de la deuxième tranche de la ligne 9.
Les murs de la station sont recouverts de carreaux orange, les supports centraux sont bleu-vert et le plafond plat blanc.

## Correspondances
La station de métro est en correspondance avec des lignes de bus.